# Georges Rouault
Georges Henri Rouault (Párizs, 1871. május 27. – Párizs, 1958. február 13.) francia fauvista és expresszionista festő.

## Élete, munkássága
Rouault szegény családba született. Rajzkészségére anyja figyelt fel és ösztönözte a művészetekkel való foglalkozásra. Tizennégy évesen egy üvegfestő-restaurátornál kezdte tanulmányait, amit 1890-ben fejezett be. Az, hogy üvegfestőnél tanult, rányomta bélyegét egész későbbi művészetére, festői stílusára: az erőteljes fekete kontúrok és az élénk színű nagy foltok alkalmazása mind ide vezethetők vissza. Az inasévek alatt szorgalmasan látogatta a Képzőművészeti Iskola esti tagozatát, majd 1891-ben beiratkozott az École des Beaux-Arts-ra. Az iskolában Gustave Moreau-nál tanult, és hamarosan kedvenc tanítványa lett. Az, hogy Rouault első munkái vallásos-szimbolista jellegűek, Moreau hatására vezethetők vissza (A malomkövet forgató Sámson, 1893; A halott Krisztust sirató szent asszonyok, 1895). Ezekkel a munkáival római ösztöndíjra pályázott – sikertelenül, de 1894-es Jézus az írástudók között című festményével Chenavard-díjat nyert. Amikor mestere 1898-ban meghalt, Rouault lett a Gustave Moreau Múzeum kurátora.
Georges Rouault még a főiskolán ismerkedett meg Henri Matisse-szal, Albert Marquet-vel, Henri Manguin-nel és Charles Camoin-nal. Ezek a baráti kapcsolatok vitték közel a fauvizmushoz, amelynek stílusjegyeit Rouault teljesen ösztönösen, magától alakított ki a saját stílusában (korábban, minthogy Matisse megfogalmazta volna a fauvizmus alapelveit). 1905-ben az Őszi Szalonon kiállította néhány művét a fauvisták között. Stílusa jelentősen hatott Van Gogh-ra is, de később az expresszionisták is előfutáruknak és mesterüknek tekintették. Ebben az időszakban új témák jelentek meg képein: bohócok, utcalányok, akik tekintetében furcsa üresség, szomorúság, máskor butaság tükröződik. Alakjukat, arcukat vastag fekete kontúr keretezte, ami az alkalmazott színekkel együtt erkölcsi (és fizikai) nyomorukat emelte ki. Kiküszöbölte festészetéből az árnyékot, a perspektívát, a figurák rajzolata a lehető legegyszerűbb lett.
Első önálló kiállítása 1910-ben volt a Druet galériában, majd Drezdában is kiállították munkáit. Itt fedezték fel azok a német művészek, akik később az expresszionizmus magvát alkották. 1917-től Ambroise Vollard lett a képkereskedője, aki sok képét vásárolta meg, sőt saját lakásában rendezett be műtermet számára. Rouault több sorozat rézkarcot készített irodalmi művek illusztrálására (Übü király reinkarnációi, A romlás virágai, Miserere). Rézkarcainál új technikákat is alkalmazott, például savba mártott ecsettel „festett” a rézlemezre, és néha szövegeket írt rájuk, ezért Rouault a rézkarctechnika megújítójának is számít. Díszleteket készített a Gyagilev-balett számára, de írt is (Meghitt emlékek, 1926; Mesebeli tájak, 1929). 1930-ban Londonban, New Yorkban és Chicagóban is volt kiállítása. 1932-től ismét többet foglalkozott a festéssel. Amellett, hogy megmaradtak korábbi témái (bohócok, bírók, akikre már inkább szánalommal tekintett), sok vallásos témájú festményt is készített, gyakran festett Jézust és Máriát ábrázoló képeket. Vallásos képeit gyakran külvárosi helyszínekbe helyezte, de ezt inkább érezni, mintsem ténylegesen látni lehet. Rouault munkastílusára a tökéletességre törekvés volt a jellemző: vásznait időről időre elővette, javította, átfestette őket. Élete végén több mint 300 képét égette el, mert nem tartotta eléggé tökéletesnek… 
Georges Rouault, a 20. század egyik nagy hatású művésze, 1958-ban hunyt el.